# Daldża
Daldża – miasto w Egipcie, w muhafazie Al-Minja. W 2006 roku liczyło 63 751 mieszkańców.